# Naturschutzgebiet Schatthangwald Röhre
Das Naturschutzgebiet Schatthangwald Röhre mit einer Größe von 5,6 ha liegt westlich von Sundern-Röhre im Stadtgebiet von Sundern (Sauerland). Das Gebiet wurde 1993 mit dem Landschaftsplan Sundern durch den Kreistag des Hochsauerlandkreises erstmals als Naturschutzgebiet (NSG) mit einer Flächengröße von 3,3 ha ausgewiesen. Bei der Neuaufstellung des Landschaftsplanes Sundern wurde das NSG erneut ausgewiesen und vergrößert. Die NSG-Fläche gehört seit 2005 zum Fauna-Flora-Habitat-Gebiet Große Sunderner Höhle mit der Nummer DE-4614-306. Östlich des NSG liegt eine Halle und das Verwaltungsgebäude der Stadtwerke Sundern. Der Sitz der Firma Severin Elektrogeräte liegt rund 100 m nördlich vom NSG. Das NSG grenzt sonst an das Landschaftsschutzgebiet Sundern.

## Gebietsbeschreibung
Im Ostteil des NSG liegt die Sohle eines aufgelassenen Kalksteinbruchs. Es handelt sich um einen zweisohligen Steinbruch im Hellefelder Kalk mit leicht abgeschrägten und strukturarmen Felswänden. Im oberen Drittel der Steinbruchwand befindet sich der verschlossene Eingang der Großen Sunderner Höhle. Die Höhle wurde 1961 entdeckt. Ein weiterer kleiner Höhlenzugang liegt im steilen, mit Hainbuchen-Niederwald bestockten Osthang zur Röhr. Die Große Sunderner Höhle besitzt ein verzweigtes, teilweise wasserführendes Röhrensystem mit 250 m Ganglänge. Im westlichen Höhlenbereich liegt die sogenannte Eulenhalle. Forschungen erbrachten Hinweise für eine Eisfüllung der Höhle in früherer Zeit.
Auf der Steinbruchsohle im NSG wächst kleinflächig eine magergrünlandähnliche Vegetation mit einigen Kalkzeigern wie Blaugrüne Segge. Die Randbereiche der Sohle zu den auf drei Seiten angrenzenden Felswänden bzw. blockschuttreichen Steilhänge haben sich zu artenreichen Vorwaldstadien entwickelt. Zum NSG gehören der Berggrat, Süd- und Osthang des Bergrückens. Der Bergrücken fällt im Osten steil zum Röhrtal ab. Nach Westen läuft der Bergrücken allmählich aus. Der westliche Teil des Rückens wird von weitestgehend verbuschten oder mit Vogelkirschen aufgeforsteten Schlagflächen geprägt. Im östlichen Teil des NSG dominiert ein durchwachsener Hainbuchen-Niederwald mit Beimengungen weiterer Baumarten und typischer Kalk-Buchenwald-Krautschicht. Kleinflächiger finden sich ein alter Kalkbuchenwald. Am Unterhang findet sich ein verlichteter Eschenbestand mit Schluchtwaldtendenzen. Der ost- bis nordöstlich exponierte, steile Hang zum Röhrtal ist oft flachgründig und mit einzelnen Felsen und Felsstufen durchsetzt.
Die Große Sunderner Höhle ist eine der wenigen Höhlen im Unterkarbon und Lebensraum spezialisierter höhlenbewohnender Wirbelloser. In der Großen Sunderner Höhle wurde der Höhlenkrebs Niphargus fontanus nachgewiesen. Die Höhle war in früherer Zeit als Fledermauswinterquartier bekannt. Daten über das aktuelle Artenspektrum an Fledermäusen liegen nicht vor.

## Schutzzweck
Das NSG soll das Gebiet mit den dortigen Arten schützen. Wie bei allen Naturschutzgebieten in Deutschland wurde in der Schutzausweisung darauf hingewiesen, dass das Gebiet „wegen der Seltenheit, besonderen Eigenart und Schönheit des Gebietes“ zum Naturschutzgebiet wurde.

## Weblink
- Naturschutzgebiet „Schatthangwald Röhre“ im Fachinformationssystem des Landesamtes für Natur, Umwelt und Klima Nordrhein-Westfalen